# Aulnay-sur-Marne

Aulnay-sur-Marne este o comună în departamentul Marne, Franța. În 2009 avea o populație de 224 de locuitori.